# Jagged Little Pill, Live
Jagged Little Pill, Live es un DVD de la cantante canadiense Alanis Morissette. Fue grabado entre 1995 y finales de 1996 durante el tour mundial del álbum Jagged Little Pill. Fue filmado principalmente en Nueva Orleans, Luisiana, EE. UU. pero tiene clips de varias paradas de la gira, incluyendo una en su ciudad natal Ottawa, Canadá.
Jagged Little Pill, Live ganó un premio Grammy en la categoría "Mejor Vídeo Musical Versión Larga".

## Lista de canciones
1. "Welcome the Charmed Ones I'm Sure" – 1:19
2. "All I Really Want" – 5:45
3. "The Craziness" – 3:06
4. "Right Through You" – 3:13
5. "Sexual Chocolate Intros" – 1:53
6. "Not the Doctor" – 6:24
7. "Synergy" – 0:36
8. "Hand in My Pocket" – 4:58
9. "Enuf About Me" – 2:33
10. "10 Feathers" – 0:21
11. "Head over Feet" – 5:05
12. "Mary Jane" – 6:02
13. "He Would for Someone" – 1:18
14. "Forgiven" – 5:36
15. "Spotless Pseudo Home" – 0:13
16. "Perfect" – 3:55
17. "Release Not Revenge" – 1:08
18. "You Oughta Know" – 5:14
19. "Wake Up" – 7:38
20. "Explosion of Blueness" – 1:59
21. "Ironic" – 4:23
22. "Under Arrest" – 0:13
23. "You Learn" – 7:42
24. "Your House" – 4:11
25. "No Pressure over Cappuccino/The Culprits" – 2:08

## Créditos
- Alanis Morissette: voz, armónica y guitarra
- Chris Chaney: bajo
- Taylor Hawkins: batería, percusión
- Nick Lashley: guitarra y coros
- Jesse Tobias: guitarra y coros